# Daniela Billi
Daniela Billi es una astrobióloga italiana que trabaja en la Universidad de Roma Tor Vergata. Es conocida por su trabajo en cyanobacterias del desierto del género Chroococcidiopsis.

## Trabajo
Daniela Billi demostró que las cyanobacterias del desierto del género Chroococcidiopsis son altamente resistentes a las condiciones ambientales extremas, incluida la desecación, radiación ionizante, radiación UV y varios factores encontrados en ambientes extraterrestres.
Debido a las ideas proporcionadas por ella y el trabajo de sus colegas, Chroococcidiopsis se considera un género modelo cuando se estudia la habitabilidad actual o pasada de Marte.
Ella y sus colegas también sugirieron que la Chrooccoccidiopsis se podría usar en misiones tripuladas en Marte para la producción de recursos para astronautas. Para avanzar en esta dirección, desarrolló herramientas de ingeniería genética para esas cianobacterias.
Ella se encarga del mantenimiento de la Colección de Cultivos de Organismos para Ambientes Extremos (CCMEE) establecida por Imre Friedmann.

## Implicación en misiones espaciales
Billi está involucrada en la misión EXPOSE-R2, un experimento de astrobiología actualmente expuesto fuera de la Estación Espacial Internacional. Es responsable de los experimentos con Chroococcidiopsis como parte de los dos principales subproyectos «EPOSE-R2: Biología y Experimento de Marte (BIOMEX)» y «Biofilm Organisms Surfing Space (BOSS)».